# Turner, Maine
Turner är en kommun (town) i Androscoggin County i den amerikanska delstaten Maine med en yta av 164,2 km² och en folkmängd, som uppgår till 4 972 invånare (2000). Orten hette ursprungligen Sylvester-Canada och fick sitt nuvarande namn Turner år 1786.

## Kända personer från Turner
- Eugene Hale, politiker